# 謝忠良 (記者)
謝忠良是一位因於1997年在備受矚目的誹謗訴訟案中胜诉而聞名的中華民國記者。謝忠良亦於明尼苏达大学中獲得一個新聞學系的碩士學位，並於國立台灣大學哲學系畢業。謝忠良曾任《亞洲周刊》台灣分社總編輯、《新新聞》記者、《自由時報》記者、台灣《壹週刊》記者、顧問、台灣《蘋果日報》副總編輯、風傳媒總編輯，現任《上報》總編輯。胞兄謝公秉曾任親民黨發言人。

## 1997年訴訟

### 起因
1996年，謝忠良成為《亞洲週刊》台灣分社總編輯。同年，謝忠良伙同另一位記者陳婉瑩一起編寫一篇關於中國國民黨投資事業管理委員會主任委員劉泰英於1995年8月曾提出有意捐獻1500萬美金予比爾·克林頓競選總統連任的報道，並將之名為《國民黨捐給白宮1500萬元？台灣捲入美政治獻金醜聞》。這篇報道更附上了一份劉泰英不承認有此事件的宣告。此報道於10月25日刊出。當此報道刊出後，劉泰英指出此報道妨害其名譽，因此於11月7日向檢察署提交刑事誹謗起訴。作為提供內幕消息的線人的政治顧問陳朝平亦成為了同案被告。之後，劉泰英又提出了民事訴訟，並要求《亞洲週刊》賠償1500萬美元作彌補其損失。另一方面，《亞洲週刊》則捍衛自己的記者，並拒絕進行庭外和解。

### 訴訟過程
是次訴訟案於國際新聞界引起了極大的回響。美國紐約市的保護記者委員會把這次訴訟案稱為「測試亞洲新聞自由的一個範例」，並成為了《亞洲週刊》的法院之友。同時，保護記者委員會亦發表了一封抗議信，信中指出此案違反世界人權宣言。《紐約時報》亦批評劉泰英有意透過訴訟恐嚇並控制媒體。不久，國民黨召開了一次特別會議。會議中，大部份國民黨員均贊同此誹謗訴訟，並譴責謝忠良和陳婉瑩。
然而，台北地方法院於1997年4月22日的裁決卻對謝忠良和陳婉瑩有利。法官指出，謝忠良和陳婉瑩是經謹慎且全面的查證後才報道新聞，因此判決謝忠良、陳婉瑩和陳朝平無罪釋放。
這次裁決被媒體監督團體描述為「新聞自由的一次具有里程碑意義的裁決」。同時，法官李維心的裁判是台灣史上首次依從憲法上的新聞自由部份判決的裁判。《亞洲週刊》亦把李維心的裁判稱為「確立了台灣新聞自由的基石」。台灣媒體則把李維心的裁判稱為「新聞自由的勝利」。

### 獲獎
1997年11月，謝忠良和陳婉瑩獲保護記者委員會頒發CPJ国际新闻自由奖。保護記者委員會指出「謝忠良和陳婉瑩的勇氣在台灣創立了一個例子，並引起了人們對自我審查機制及政府干預新聞運作的注意」。

## 2002年訴訟
2002年3月21日，《台灣壹週刊》第43期的〈封面故事〉刊登記者謝忠良撰文，引用中華民國國家安全局機密公文，指稱中華民國前總統李登輝任內非法挪用國安局經費新台幣35億元設立秘密帳戶。本期出刊前的2002年3月20日，臺灣高等法院檢察署前往《台灣壹週刊》總部大肆搜索，《台灣壹週刊》總編輯裴偉批評此舉是國安局以「外患罪」罪名具狀向高檢署提出的請求、是「荒謬行為」；裴偉說，這些證明李登輝非法挪用新台幣35億元的證據，國安局明知非法，簽呈上也明確寫出，但李登輝還是同意簽下來；裴偉說，監察院早已著手調查該文內容，該文內容屬於違法事實，而《台灣壹週刊》在調查採訪過程中發現國安局未把這批資料給監察院，證明國安局企圖掩蓋事實。國安局還指揮法務部調查局從2002年5月3日起監聽謝忠良與《台灣壹週刊》同組記者朱明，監聽時間超過兩年五個月，但朱明沒參與寫稿；檢方甚至在結束監聽四年多後的2009年1月12日，才告知謝朱二人曾被監聽；2009年2月18日，謝朱二人控告國安局與調查局，請求賠償新台幣一百四十八萬兩千元，時任《台灣壹週刊》顧問的謝忠良說「我不是恐怖分子，卻被長期非法浮濫監聽，對個人隱私是莫大侵害」。

## 2010年訴訟
2010年7月21日，《台灣壹週刊》刊登記者謝忠良撰文，指控中華民國總統馬英九的大姊馬以南疑似透過中華民國教育部部長吳清基向明新科技大學董事長王廣生關說爭取她的小叔馮丹白出任該校校長，另外馬以南特權要求台北市立兆如安養中心派三名外勞二十四小時照護她九十幾歲的婆婆。馬以南控告《台灣壹週刊》並求償。2010年7月21日，台北市政府發言人趙心屏說，兆如安養中心不是市立、而是公辦民營的安養中心，馬以南的婆婆是在郝龍斌接任台北市長之前入住，郝龍斌完全不知道馬以南的婆婆入住這件事，民營的安養中心依規定可以聘用外勞，一切合法。2010年12月21日，台灣士林地方法院判決，明新科技大學證實馮丹白是遴選選出而擔任該校校長，報導不能逕自推論馬以南關說；且北市府在本年6月10日即調查公布，馬以南的婆婆在兆如安養中心無特別待遇；而《台灣壹週刊》無法證明報導前已善盡查證責任，故報導應非屬實，社長裴偉與記者謝忠良等人應連帶賠償馬以南新台幣一百二十萬元、並登報道歉。

## 2011年訴訟
2011年12月14日，《台灣壹週刊》第551期報導明華園當家小生孫翠鳳拿政府補助款演出時幫中國國民黨立法委員候選人助選，明華園團長陳勝福召開記者會批評該篇報導誇大不實，孫翠鳳控告《台灣壹週刊》總編輯邱銘輝、顧問謝忠良、編輯徐文正及撰稿記者溫惠敏加重誹謗罪並求償。2013年12月，台灣士林地方法院判決，《台灣壹週刊》應賠償孫翠鳳新台幣30萬元並刊登道歉啟事；2014年5月8日，台灣士林地方法院檢察署認為，該篇報導內容可受公評，但聳動標題已損害孫翠鳳的名譽，故將下標的謝忠良依加重誹謗罪起訴。2014年9月26日，台灣士林地方法院判決，該篇報導標題誤導大眾，已損及當事人社會評價，故依誹謗罪判處謝忠良有期徒刑3個月、得易科罰金。

## 2013年訴訟
2013年4月11日，《台灣壹週刊》第620期報導，台北市議員賴素如有藏匿太極雙星弊案重要證物之嫌，包括筆記與單據都叫吳姓助理與沈姓助理搭飛機帶出國。吳沈二人因此控告《台灣壹週刊》社長裴偉、總編輯邱銘輝、專案組負責人謝忠良、該篇報導撰稿記者許碩穎等編採人員6人加重誹謗罪。台灣士林地方法院判決，該篇報導所稱助理出國時間與實際情形不同，沈姓助理接到《台灣壹週刊》查證電話時已明確澄清，故認定該刊未善盡查證責任，故判決謝忠良等編採人員4人各拘役45至55天，裴偉與邱銘輝無罪。2014年11月18日，台灣士林地方法院判決，《台灣壹週刊》應賠償賴素如新台幣50萬元與吳沈二人各新台幣30萬元，且必須在四大報刊登道歉聲明；賴素如回應，法院判決可謂遲來的正義，但相關不實報導對她名譽所造成的傷害已經無法回復。2014年11月19日，台灣高等法院判決，該篇報導確實疏於詳細查證，但內容與公益有關、疏忽情節不嚴重，故判決謝忠良與許碩穎各拘役55天、緩刑2年，維持裴偉與邱銘輝無罪，改判未撰寫涉及誹謗內容的記者2人無罪，全案定讞。。